# Liste des communes de la province de Malaga
Liste des 101 communes de la province de Malaga, dans la communauté autonome d'Andalousie (Espagne) :
- Alameda
- Alcaucin
- Alfarnate
- Alfarnatejo
- Algarrobo
- Algatocin
- Alhaurin de la Torre
- Alhaurin el Grande
- Almachar
- Almargen
- Almogia
- Alora
- Alozaina
- Alpandeire
- Antequera
- Archez
- Archidona
- Ardales
- Arenas
- Arriate
- Atajate
- Benadalid
- Benahavis
- Benalauria
- Benalmadena
- Benamargosa
- Benamocarra
- Benaojan
- Benarraba
- El Borge
- El Burgo
- Campillos
- Canillas de Aceituno
- Canillas de Albaida
- Canete la Real
- Carratraca
- Cartajima
- Cartama
- Casabermeja
- Casarabonela
- Casares
- Coín
- Colmenar
- Comares
- Cómpeta
- Cortes de la Frontera
- Cuevas Bajas
- Cuevas de San Marcos
- Cuevas del Becerro
- Cútar
- Estepona
- Faraján
- Frigiliana
- Fuengirola
- Fuente de Piedra
- Gaucin
- Genalguacil
- Guaro
- Humilladero
- Igualeja
- Istan
- Iznate
- Jimera de Libar
- Jubrique
- Juzcar
- La Viñuela
- Macharaviaya
- Malaga
- Manilva
- Marbella
- Mijas
- Moclinejo
- Mollina
- Monda
- Montejaque
- Nerja
- Ojen
- Parauta
- Periana
- Pizarra
- Pujerra
- Rincon de la Victoria
- Riogordo
- Ronda
- Salares
- Sayalonga
- Sedella
- Sierra de Yeguas
- Teba
- Tolox
- Torremolinos
- Torrox
- Totalán
- Valle de Abdalajis
- Vélez-Málaga
- Villanueva de Algaidas
- Villanueva de la Concepcion
- Villanueva de Tapia
- Villanueva del Rosario
- Villanueva del Trabuco
- Yunquera